# هنر فولکلور

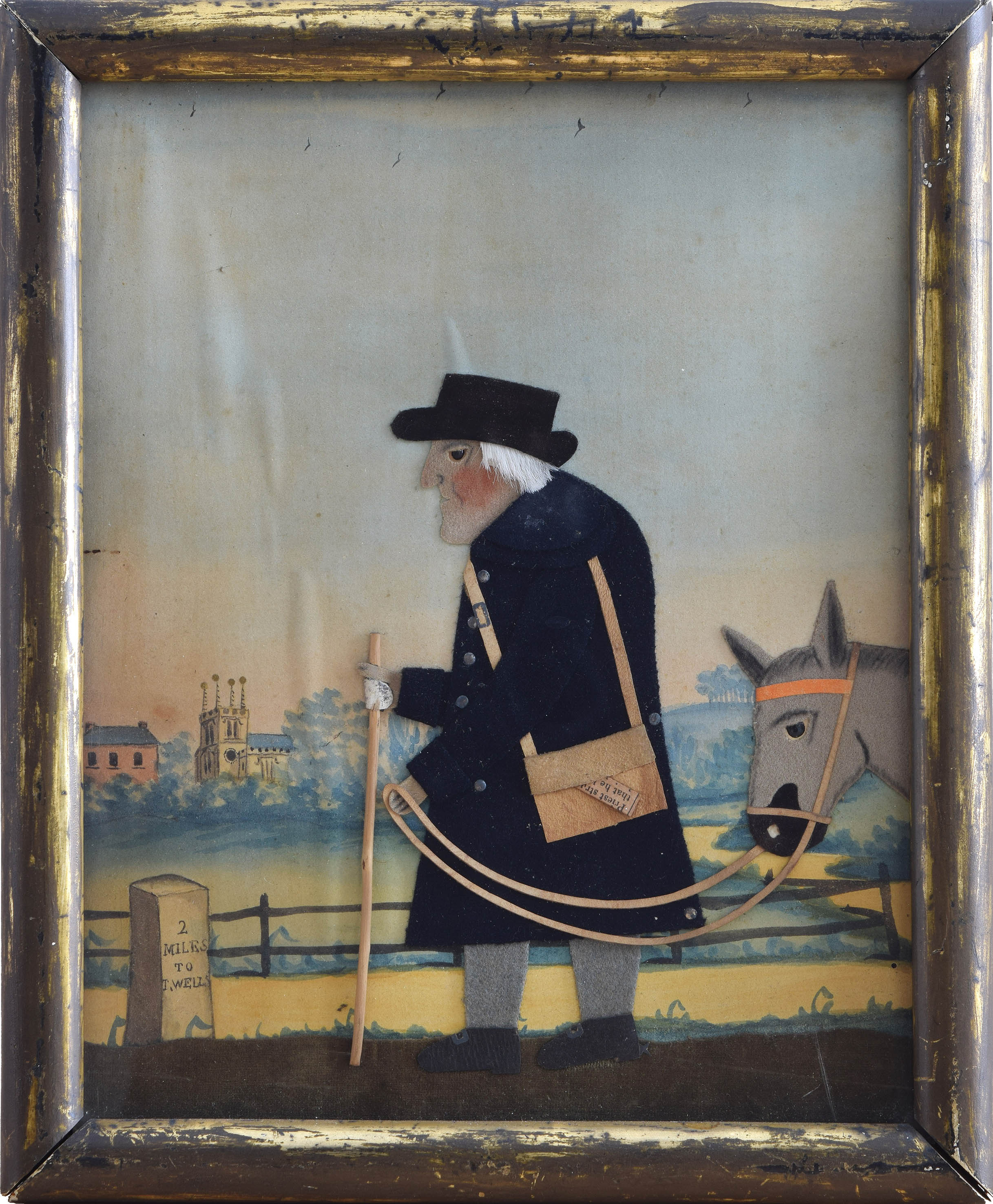
نمونه ای از هنر فولکلور

این اصطلاح اشیا و تزییناتی را توصیف می‌کند که به شیوهٔ سنتی و به وسیلهٔ استادکاران محلی بدون آموزش‌های مدون، برای مراسم مختلف از قبیل عروسی و عزا ساخته می‌شوند. کارهای خراطی و کنده‌کاری چوبی، گل‌دوزی، توردوزی، حصیربافی و سفال‌کاری از جمله فراورده‌های معمول هنر قومی به شمار می‌آیند. هنر قومی از مدها و سلیقه‌های متغیر کمتر تاثیر می‌پذیرد و روش‌های ساخت محصولات آن، به صورت سنتی از یک نسل به نسل دیگر انتقال می‌یابند. مثلا: نمدهای روستایی در ایران.